# Bitlis
Bitlis là một thành phố tỉnh lỵ (merkez ilçesi) thuộc tỉnh Bitlis, Thổ Nhĩ Kỳ. Thành phố có diện tích 1128 km² và dân số thời điểm năm 2007 là 61767 người, mật độ 55 người/km².

## Khí hậu
| Dữ liệu khí hậu của Bitlis                  | Dữ liệu khí hậu của Bitlis | Dữ liệu khí hậu của Bitlis | Dữ liệu khí hậu của Bitlis | Dữ liệu khí hậu của Bitlis | Dữ liệu khí hậu của Bitlis | Dữ liệu khí hậu của Bitlis | Dữ liệu khí hậu của Bitlis | Dữ liệu khí hậu của Bitlis | Dữ liệu khí hậu của Bitlis | Dữ liệu khí hậu của Bitlis | Dữ liệu khí hậu của Bitlis | Dữ liệu khí hậu của Bitlis | Dữ liệu khí hậu của Bitlis |
| Tháng                                       | 1                          | 2                          | 3                          | 4                          | 5                          | 6                          | 7                          | 8                          | 9                          | 10                         | 11                         | 12                         | Năm                        |
| ------------------------------------------- | -------------------------- | -------------------------- | -------------------------- | -------------------------- | -------------------------- | -------------------------- | -------------------------- | -------------------------- | -------------------------- | -------------------------- | -------------------------- | -------------------------- | -------------------------- |
| Cao kỉ lục °C (°F)                          | 7.0 (44.6)                 | 21.9 (71.4)                | 16.7 (62.1)                | 20.4 (68.7)                | 25.2 (77.4)                | 31.0 (87.8)                | 34.3 (93.7)                | 33.3 (91.9)                | 34.0 (93.2)                | 26.4 (79.5)                | 21.7 (71.1)                | 13.3 (55.9)                | 34.3 (93.7)                |
| Trung bình ngày tối đa °C (°F)              | −0.9 (30.4)                | 0.9 (33.6)                 | 5.0 (41.0)                 | 11.7 (53.1)                | 17.5 (63.5)                | 24.0 (75.2)                | 28.9 (84.0)                | 29.3 (84.7)                | 24.8 (76.6)                | 16.5 (61.7)                | 7.9 (46.2)                 | 2.0 (35.6)                 | 14.0 (57.2)                |
| Trung bình ngày °C (°F)                     | −4.7 (23.5)                | −3.4 (25.9)                | 0.9 (33.6)                 | 6.8 (44.2)                 | 12.3 (54.1)                | 18.1 (64.6)                | 22.6 (72.7)                | 22.8 (73.0)                | 18.3 (64.9)                | 11.2 (52.2)                | 4.1 (39.4)                 | −1.6 (29.1)                | 9.0 (48.2)                 |
| Tối thiểu trung bình ngày °C (°F)           | −8.5 (16.7)                | −7.5 (18.5)                | −2.8 (27.0)                | 2.5 (36.5)                 | 7.2 (45.0)                 | 11.4 (52.5)                | 15.6 (60.1)                | 15.9 (60.6)                | 11.6 (52.9)                | 6.3 (43.3)                 | 0.4 (32.7)                 | −5.0 (23.0)                | 3.9 (39.0)                 |
| Thấp kỉ lục °C (°F)                         | −24.1 (−11.4)              | −20.0 (−4.0)               | −20.3 (−4.5)               | −10.0 (14.0)               | −0.1 (31.8)                | 5.2 (41.4)                 | 8.1 (46.6)                 | 9.9 (49.8)                 | 0.0 (32.0)                 | −0.6 (30.9)                | −10.0 (14.0)               | −20.8 (−5.4)               | −24.1 (−11.4)              |
| Lượng Giáng thủy trung bình mm (inches)     | 161.0 (6.34)               | 114.3 (4.50)               | 170.0 (6.69)               | 136.6 (5.38)               | 105.7 (4.16)               | 14.6 (0.57)                | 11.1 (0.44)                | 6.1 (0.24)                 | 27.9 (1.10)                | 89.0 (3.50)                | 86.8 (3.42)                | 123.5 (4.86)               | 1.046,6 (41.20)            |
| Số ngày giáng thủy trung bình               | 13.55                      | 11.55                      | 13.73                      | 13.09                      | 14.00                      | 5.09                       | 2.45                       | 1.09                       | 2.55                       | 8.82                       | 9.36                       | 12.45                      | 107.7                      |
| Số giờ nắng trung bình tháng                | 74.4                       | 96.1                       | 158.1                      | 177.0                      | 229.4                      | 279.0                      | 303.8                      | 300.7                      | 276.0                      | 167.4                      | 87.0                       | 62.0                       | 2.210,9                    |
| Số giờ nắng trung bình ngày                 | 2.4                        | 3.4                        | 5.1                        | 5.9                        | 7.4                        | 9.3                        | 9.8                        | 9.7                        | 9.2                        | 5.4                        | 2.9                        | 2.0                        | 6.0                        |
| Nguồn: Turkish State Meteorological Service |                            |                            |                            |                            |                            |                            |                            |                            |                            |                            |                            |                            |                            |